# Roberto Galletti
Roberto Galletti (Cremona, 7 giugno 1967) è un allenatore di calcio ed ex calciatore italiano, di ruolo difensore.

## Carriera

### Calciatore
Entrò nel vivaio della Cremonese nel 1978, compiendo l'intera trafila delle giovanili e debuttando in Serie A il 23 dicembre 1984 sul campo della Roma. Nella sua prima stagione disputò due partite nella massima serie, e nelle annate successive, in Serie B, si ritagliò un posto da titolare nella difesa grigiorossa, vincendo anche il Torneo di Viareggio in prestito alla Fiorentina.
Nel 1987 iniziò ad accusare problemi di pubalgia, che limitarono a 8 le presenze in quella stagione e condizionarono quelle successive; contribuì comunque ad una nuova promozione nella massima serie, disputando le sue ultime 10 partite in Serie A nel campionato 1989-1990. Al termine della stagione, chiusa con una nuova retrocessione, scese in Serie C1 al Perugia, dove rimase per tre stagioni. Dopo una parentesi all'Alessandria nella stagione 1993-94, in cui giocò soltanto 10 partite a causa di un grave infortunio al ginocchio, nel 1994 passò al Fiorenzuola, dove contribuì da titolare al raggiungimento della finale playoff per la Serie B, persa contro la Pistoiese. Rimase in Valdarda anche nella stagione successiva, al termine della quale fu ceduto al Modena, sempre in terza serie.
Nel 1997, a 30 anni, fece ritorno a Cremona, contribuendo alla promozione dei grigiorossi dopo la finale dei playoff vinta a Perugia contro il Livorno, e disputando il successivo campionato di Serie B. Chiuse la carriera nel 2001, dopo una stagione al Padova in Serie C2 e una nel Rodengo Saiano in Serie D. 
Conta 12 presenze e nessun gol in serie A.

### Allenatore
Terminata l'attività agonistica, ha ricoperto il ruolo di allenatore nelle giovanili del Lumezzane, guidandone la formazione Berretti. Nella formazione bresciana allena, tra gli altri, il futuro interista Mario Balotelli. Rimane al Lumezzane fino al 2008, quando passa alla guida degli Allievi Nazionali dell'AlbinoLeffe, dove scopre e lancia un giovane Andrea Belotti.
Nel 2010 assume l'incarico di allenatore degli Allievi del Brescia, ruolo che ricopre anche nella stagione successiva, e dal 2012 allena la prima squadra del Rigamonti Nuvolera, in Eccellenza Lombarda.
Nel 2014 è entrato nello staff della FeralpiSalò, in Lega Pro, come vice di Giuseppe Scienza, che seguì con le stesse mansioni dopo il trasferimento all'Alessandria, nel 2015. Il 29 settembre, a causa del negativo avvio di stagione, viene sollevato dall'incarico insieme al resto dello staff. Il 25 novembre seguente risolve il contratto col club piemontese.

## Palmarès

### Giocatore

#### Competizioni giovanili
- Coppa Italia Primavera: 1

Cremonese: 1986-1987
- Torneo di Viareggio: 1

Fiorentina: 1988